# 1240-1249
De jaren 1240-1249 (van de christelijke jaartelling) zijn een decennium in de 13e eeuw.

## Gebeurtenissen

### Mongoolse Rijk
- 1240 : Slag aan de Neva. Alexander Nevski, kiest partij voor de Mongolen en verslaat het Zweedse leger aan de rivier de Neva, vandaar zijn bijnaam "Nevski".
- 1240 : Beleg van Kiev. Batu Khan eindigt de Mongoolse invasie van Roes met een klinkende overwinning.
- 1241 : Slag bij Liegnitz. De Mongolen veroveren Polen.
- 1241 : Slag bij Mohi. Hongarije wordt aangevallen door de Mongoolse Gouden Horde. De Horde richt een ravage aan en veel mensen verliezen het leven.
- 1241 : Ögedei Khan sterft. De Mongoolse strijders trekken zich terug voor de khuriltai in Karakorum. Een troonstrijd breekt los.
- 1242 : Slag op het IJs. Alexander Nevski verslaat het leger van de Duitse Orde in een slag op het dichtgevroren Peipusmeer en stopt zo de opmars van de Duitse Orde naar het Oosten.
- 1243 : Slag bij Köse Dağ. De Mongoolse generaal Baiju verslaat de Seltsjoeken.
- 1245 : Eerste Concilie van Lyon. Paus Innocentius IV stuurt Johannes van Pian del Carpine voor een diplomatieke missie naar Karakorum.

### Zevende Kruistocht
- 1244 : Slag bij La Forbie. Een Ajjoebidenleger onder leiding van generaal Baibars verslaat de kruisvaarders.
- 1244 : Beleg van Jeruzalem. Opnieuw wordt Jeruzalem veroverd.
- 1245 : Eerste Concilie van Lyon. Paus Innocentius IV roept op voor de Zevende Kruistocht.
- 1248 : Onder leiding van Lodewijk IX van Frankrijk vertrekt de kruistocht richting Egypte.
- 1249 : Beleg van Damietta. De kruisvaarders veroveren de stad.

### Heilig Roomse Rijk
- 1245 : Eerste Concilie van Lyon. Keizer Frederik II wordt uit zijn ambt ontheven.
- 1246 : Hendrik Raspe IV wordt de nieuwe Rooms-Duitse koning.
- 1247 : Hendrik Raspe IV sterft, hij wordt opgevolgd door Willem II van Holland.

### Lage Landen
- 1244 : Gravin Johanna van Constantinopel sterft, zij wordt opgevolgd door haar zus Margaretha. Jan van Avesnes, de oudste nog levende zoon van Margaretha, vreest dat hij niet zal erkent worden als wettelijke erfopvolger en start een gewapend conflict.
- 1246 : Lodewijk IX van Frankrijk komt tussenbeide. Hij oordeelt dat het Graafschap Henegouwen naar Jan van Avesnes zal gaan en het Graafschap Vlaanderen naar Willem van Dampierre.
- 1246 : Jan van Avesnes huwt met Aleid van Holland, zuster van Willem II van Holland.
- 1247 : Willem van Dampierre trouwt met Beatrix van Brabant, weduwe van Hendrik Raspe IV.
- 1248 : Willem van Dampierre vertrekt samen met Lodewijk IX van Frankrijk op kruistocht.

### Godsdienst
- 1244 : Paus Innocentius IV erkent de Augustijnenorde.

### Noord-Afrika
- 1248 : Fez in het huidige Marokko wordt veroverd door de Meriniden.

## Kunst en cultuur

### Architectuur
- De Sainte-Chapelle wordt tussen 1243 en 1248 gebouwd in rayonnante gotiek.
- Koning Lodewijk IX van Frankrijk laat het kasteel van Angers bouwen voor zijn jongste broer Karel, graaf van Anjou.
- Castel del Monte (kasteel).

### Muziek
- De mensurabili musica geschreven door Johannes de Garlandia.

<< · 1240 · 1241 · 1242 · 1243 · 1244 · 1245 · 1246 · 1247 · 1248 · 1249 · >>
<< · 1200-1209 · 1210-1219 · 1220-1229 · 1230-1239 · 1240-1249 · 1250-1259 · 1260-1269 · 1270-1279 · 1280-1289 · 1290-1299 · >>